# Матеуц, Дорин
Дори́н Матеу́ц (рум. Dorin Mateuţ; род. 5 августа 1965, Вад) — румынский футболист, атакующий полузащитник. Наиболее известен по выступлениям за клубы «Корвинул» и «Динамо» (Бухарест), а также национальную сборную Румынии.
Обладатель европейской «Золотой бутсы» 1989 года, участник чемпионата мира 1990 года.

## Карьера

### Клубная
Дорин Матеуц начал футбольную карьеру в молодёжной спортивной команде «Хунедоара» в 1979 году и вскоре перешёл в сильнейший клуб города — «Корвинул». 14 октября 1981 года впервые вышел на поле в матче чемпионата Румынии против «Олта», встреча завершилась победой «Корвинула» со счётом 3:1. По итогам сезона 1981/82 «Корвинул» занял 3-е место в чемпионате и получил путёвку в Кубок УЕФА 1982/83. Матеуц в трёх матчах розыгрыша забил один гол. В дальнейшем карьера Матеуца проходила без особенных успехов: относительно удачным стал сезон 1985/86, в котором «Корвинул» занял 5-ю строчку в турнирной таблице, а Матеуц забил 16 мячей в 31 матче.
Стремясь придать своей карьере новый импульс, Матеуц в январе 1987 года перешёл в бухарестское «Динамо». Именно период выступлений Матеуца за «Динамо» можно назвать самым удачным. «Динамо» трижды выигрывало серебро румынского чемпионата, причём в сезоне 1987/88 Матеуц был назван лучшим футболистом Румынии, а в сезоне 1988/89 он забил 43 гола и стал лучшим бомбардиром не только чемпионата, но и всего европейского сезона, по итогам которого ему была вручена «Золотая бутса». В сезоне 1989/90 Матеуц со своей командой наконец стал чемпионом и обладателем Кубка Румынии, а также дошёл до полуфинала Кубка кубков.
После ЧМ-1990 Матеуц должен был подписать контракт с «Барселоной», но трансфер сорвался в последний момент и он перешёл в другой испанский клуб, «Реал Сарагосу». За два года в «Сарагосе» сыграл в 64 матчах и забил 10 мячей. Осенью 1992 года стал игроком итальянского клуба «Брешиа», но провёл за сезон всего четыре игры, перешёл в другой клуб Серии A, «Реджану». Но и в новом клубе из-за травмы колена (разрыва мениска) Матеуц играл нечасто, и зимой 1995 года вернулся в «Динамо». Завершал карьеру в сезоне 1995/96 в клубе «Спортул Студенцеск».
Всего в высшем дивизионе Румынии провёл 281 матч, забил 134 гола, в еврокубках — 23 матча, 12 забитых мячей.

### В сборной
В составе юношеской сборной Румынии принимал участие в юношеском чемпионате Европы 1983 года в Англии. В первой сборной дебютировал 7 февраля 1984 года в товарищеском матче против команды Алжира, а первый мяч забил 7 марта того же года в ворота сборной Греции. Тренер Мирча Луческу не взял Матеуца на чемпионат Европы-1984, но после европейского первенства Матеуц вызывался в сборную достаточно регулярно на протяжении 7 лет.
Как и в клубе, особенно удачным периодом для Матеуца в сборной стал конец 1980-х: в отборочном турнире чемпионата мира 1990 года он сыграл во всех 6 матчах и забил 2 гола. Перед финальным турниром Матеуц рассматривался как один из лидеров румынского нападения, но на чемпионате лишь однажды вышел на поле: во встрече группового турнира со сборной Аргентины.
Последний матч за национальную сборную Румынии провёл 20 октября 1991 года в рамках отборочного турнира чемпионата Европы 1992 года против сборной Болгарии. Всего в составе сборной принял участие в 56 матчах и забил 10 мячей.
| Голы в матчах за сборную | Голы в матчах за сборную | Голы в матчах за сборную | Голы в матчах за сборную | Голы в матчах за сборную | Голы в матчах за сборную | Голы в матчах за сборную  |
| № | Дата                     | Город                    | Соперник                 | Счёт1                    | Результат2               | Турнир                    |
| --- | ------------------------ | ------------------------ | ------------------------ | ------------------------ | ------------------------ | ------------------------- |
| 1 | 7 марта 1984 года        | Крайова, Румыния         | Греция                   | 2:0                      | 2:0                      | Товарищеский матч         |
| 2 | 28 августа 1985 года     | Тимишоара, Румыния       | Финляндия                | 2:0                      | 2:0                      | Отборочный турнир ЧМ-1986 |
| 3 | 4 июня 1986 года         | Бухарест, Румыния        | Норвегия                 | 3:1                      | 3:1                      | Товарищеский матч         |
| 4 | 29 апреля 1987 года      | Бухарест, Румыния        | Испания                  | 2:0                      | 3:1                      | Отборочный турнир ЧЕ-1988 |
| 5 | 19 октября 1988 года     | София, Болгария          | Болгария                 | 1:0                      | 3:1                      | Отборочный турнир ЧМ-1990 |
| 6 | 2 ноября 1988 года       | Бухарест, Румыния        | Греция                   | 1:0                      | 3:0                      | Отборочный турнир ЧМ-1990 |
| 7 | 23 ноября 1988 года      | Сибиу, Румыния           | Израиль                  | 2:0                      | 3:0                      | Товарищеский матч         |
| 8 | 23 ноября 1988 года      | Сибиу, Румыния           | Израиль                  | 3:0                      | 3:0                      | Товарищеский матч         |
| 9 | 5 декабря 1990 года      | Бухарест, Румыния        | Сан-Марино               | 2:0                      | 6:0                      | Отборочный турнир ЧЕ-1992 |
| 10 | 13 ноября 1991 года      | Бухарест, Румыния        | Швейцария                | 1:0                      | 1:0                      | Отборочный турнир ЧЕ-1992 |
| Примечания: 1 — Счёт матча после забитого гола, 2 — Вначале указывается количество мячей, забитых футболистами сборной Румынии. |                          |                          |                          |                          |                          |                           |

### Тренерская
После завершения игровой карьеры Матеуц занялся предпринимательской деятельностью, но в 2004 году стал помощником Йоана Андоне в бухарестском «Динамо», проработал в этом качестве до 2006 года. В сентябре 2013 года снова стал помощником тренера «Динамо», Флавиуса Стойкана.

## Достижения

### Командные
- Чемпион Румынии: 1989/90
- Обладатель Кубка Румынии: 1989/90

### Личные
- Футболист года в Румынии: 1988
- Лучший бомбардир чемпионата Румынии: 1988/89
- Обладатель «Золотой бутсы»: 1989

## Личная жизнь
Дорин Матеуц женат, у него две дочери. Старшая дочь, Наталья Матеуц (родилась в 1991 году) — успешная модель.
25 марта 2008 года президент Румынии Траян Бэсеску наградил Матеуца орденом «За спортивные заслуги» III степени за достижения в национальной сборной Румынии.
Матеуц владеет рестораном «13 сентября» в Бухаресте. В августе 2010 года в румынской прессе появилась информация о том, что Матеуц страдает алкоголизмом.